# Georg Gerster
Pour les articles homonymes, voir Gerster.
Georg Anton Gerster ou plus simplement Georg Gerster (né le 30 avril 1928 à Winterthour, dans le canton de Zurich, en Suisse et mort le 8 février 2019  à Zumikon) est un journaliste et photographe suisse, spécialisé dans la photographie aérienne, qui a été un précurseur dans ce domaine.

## Biographie

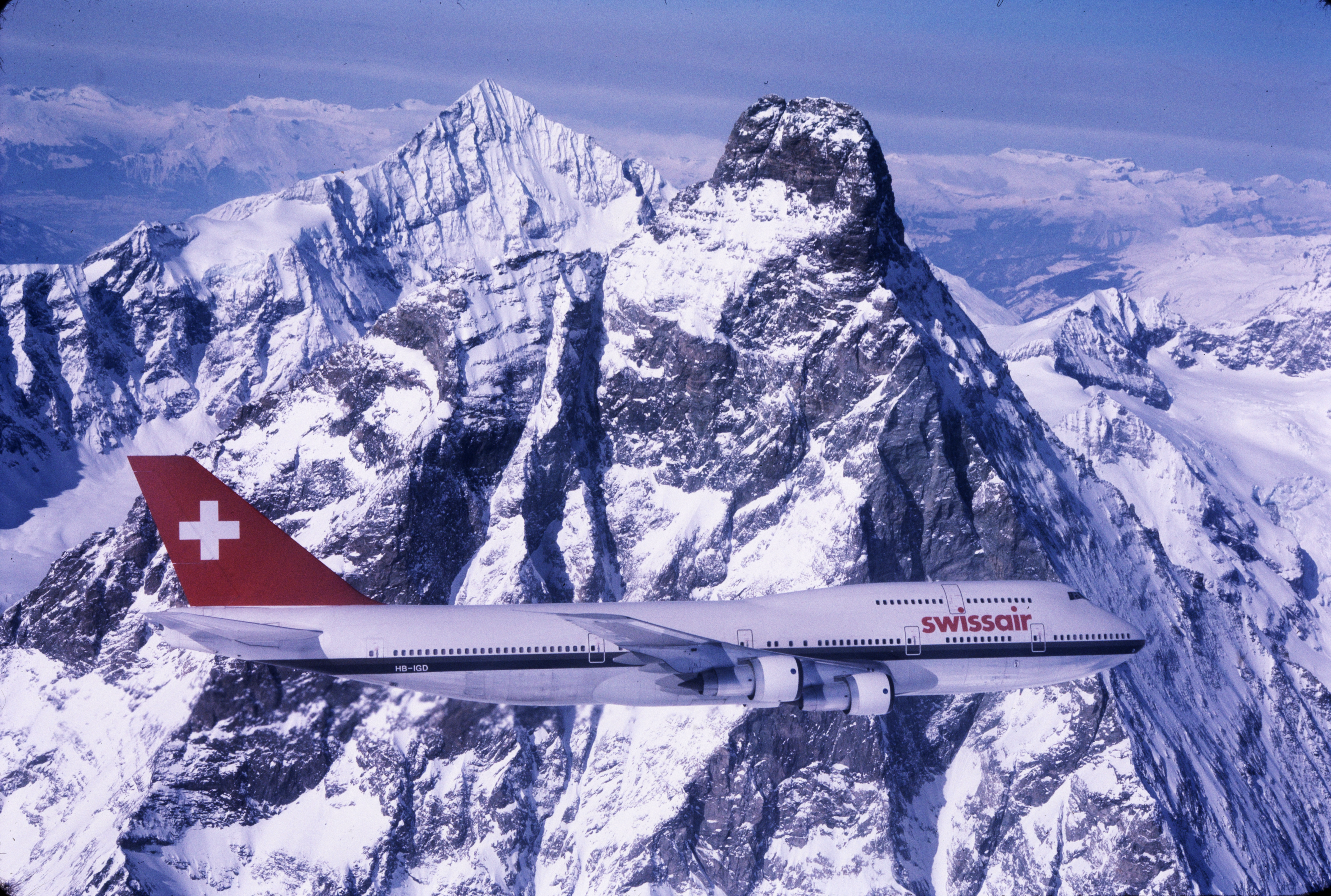
Boeing 747-357, HB-IGD « Basel » en vol au-dessus du Cervin et de la dent Blanche dans les Alpes valaisannes, photographié par Georg Gerster en 1984

Georg Gerster étudie à l'université de Zurich, où il obtient son doctorat en langue et littérature allemande.
De 1950 à 1956, il est rédacteur scientifique pour la Zurich Weltwoche et, à partir de 1956, il entame une carrière de journaliste indépendant spécialisé dans les reportages scientifiques et la photographie aérienne. En 1963, Georg Gerster effectue un voyage au Soudan au cours duquel il réalise son premier « vol photographique », prenant des photographies aériennes des pyramides nubiennes et des vestiges du temple de Méroé. Il obtient de nombreuses commandes qui lui ont permis de photographier dans plus d'une centaine de pays un peu partout dans le monde, y compris en Antarctique, et de prendre, pendant près de 50 ans, des vues aériennes de vestiges archéologiques, de lieux de culte, d'urbanisme moderne et de sites naturels, s'attachant à montrer les effets de l'intervention humaine dans la nature. Il a collaboré régulièrement avec la Neue Zürcher Zeitung et le National Geographic Magazine.
Intéressé par l'archéologie, il a photographié certains des sites archéologiques les plus spectaculaires du monde, qu'il s'agisse d'anciennes villes en ruines ou de sites religieux, comme, par exemple, à Césarée en Israël, en Syrie, en Iran, en Éthiopie, à Abou Simbel en Égypte, avant le déplacement des temples lors de la construction du barrage d'Assouan ou encore dans le Sahara. Il a beaucoup travaillé en Iran, grâce au soutien et à l'amitié de l'impératrice Farah Diba, qui a mis à sa disposition des moyens importants pour lui permettre de réaliser des campagnes de prises de vue. Les images réalisées au cours de celles-ci ont été réunies dans plusieurs livres, notamment Paradise Lost, Persia from Above (Phaidon Press, Londres 2009) et Ancien Iran from the Air (éd. Philipp von Zabern, Mayence, 2012).
Pendant deux décennies, entre les années 1970 et 1990, il réalise de nombreuses photographies aériennes pour les affiches et les calendriers de la compagnie Swissair qui ont considérablement contribué à l'image de la compagnie aérienne suisse. En 2006, l'éditeur allemand Schirmer/Mosel publie — sous le titre Georg Gerster: Swissair Posters — un livre rassemblant les photographies réalisées dans le cadre de ces commandes.
Selon l'écrivain britannique Andrew Motion, dans un article consacré au livre The Past From Above publié dans The Guardian du 4 mars 2006, les photographies de Georg Gerster « ont souvent une qualité étrangement onirique (...) elles associent intérêt scientifique et sens du numineux ; c’est le récit d’une vie précieuse et étrangement héroïque, ainsi que de la beauté ». Solveig Grothe, dans un article publié par Der Spiegel le 14 mars 2013 souligne que ses images sont des « œuvres d'art à vol d'oiseau, peintures abstraites avec figures géométriques et palettes de couleurs spectaculaires ».
Par le regard qu'il porte sur notre planète, Georg Gerster nous rappelle que la Terre est un organisme vulnérable et blessé. En 2018, son livre La Terre de l'Homme - Vues aériennes — Grand Design: The Earth from above dans l'édition anglaise —, publié en 1975 et récompensé par le prix Nadar en 1976, est choisi comme l'un des 1 000 livres retenus par la Long New Foundation, pour sa bibliothèque destinée à permettre de reconstruire le monde / la civilisation en cas de catastrophe.
Considéré comme un pionnier et un maître de la photographie aérienne, Georg Gerster, sa façon de voir le monde et ses vues aériennes — qu'il avait commencé à prendre au début des années 1960 — ont à l'évidence inspiré d'autres photographes. Il a obtenu au cours de sa carrière de nombreux prix internationaux et ses œuvres font partie des collections de nombreux musées et collectionneurs privés.
Georg Gerster était représenté en France par l'agence Rapho, et ses images continuent d'être distribuées par Gamma-Rapho.

## Expositions

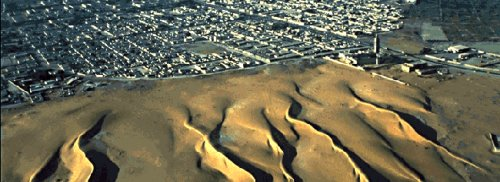
Dunes de sable avançant sur Nouakchott, capitale de la Mauritanie, photographiées par Georg Gerster

- 1er - 31 octobre 1979 : Georg Gerster, galerie municipale du Château d'eau, Toulouse.
- 2003 : Photos aériennes de Georg Gerster, Ruhrlandmuseum, Essen
- 2006 : Georg Gerster - Affiches pour Swissair, Neues Museum, Nuremberg
- 2007 : The Past from Above, British Museum, Londres
- 2010 : Le patrimoine de la Hongrie dans les photos aériennes de Georg Gerster Pécs, Hongrie
- 2013 : Wovon wir leben - photos aériennes de Georg Gerster, Fondation suisse pour la photographie, Winterthour, Suisse[4].

## Publications
- Scherben machen Geschichte. In: Geo-Magazin, Hambourg, 1980, n° 8, pages 40–56 • Les Éclats font l'histoire - Rapport informatif sur les fouilles d'Ebla en Syrie  (ISSN 0342-8311).
- Brot und Salz: Spuren in der Erde. In: Geo-Magazin, Hambourg, 1980, N° 9, pages 8–33 • Pain et sel: traces dans la terre - En 2 000 heures de vol, Gerster a documenté des formes d’agriculture et de production de sel,  (ISSN 0342-8311).

## Livres

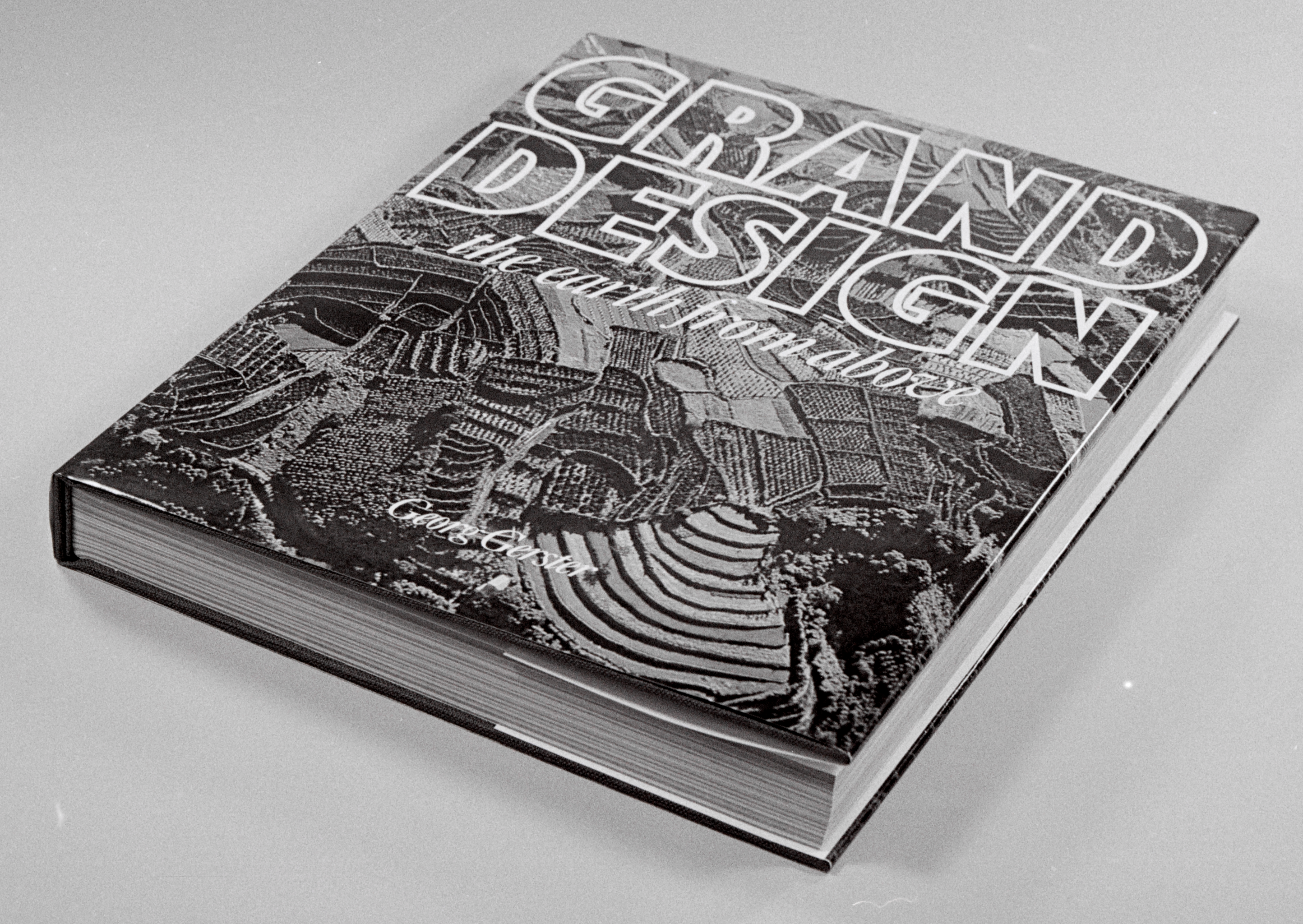
La Terre de l'Homme - Vues aériennes ou, dans l'édition anglaise, Grand Design: The Earth from above de Georg Gerster

- Sahara: desert of destiny, traduit par Stewart Thomson, New York, éd. Coward-McCann, 1961[5] • réédition : Whitefish (Montana, Kessinger Publishing, 2009  (ISBN 978-1-10485-368-6) et 2010  (ISBN 978-1-16382-411-5).
- Nubien – Goldland am Nil, Zürich/Stuttgart, Artemis, 1964.
- Die Welt rettet Abu Simbel, photographies aériennes de Georg Gerster, textes de Christiane Desroches Noblecourt, préface de René Maheu, directeur général de l'UNESCO, Vienne, Koska Verlag, 1968.
- Kirchen im Fels. Entdeckungen in Äthiopien, Stuttgart, Verlag Kohlhammer, 1968.
- Churches in rock : early Christian art in Ethiopia, Londres, Phaidon Press, 1970[6].
- Äthiopien. Das Dach Afrikas, Zurich/Freiburg, Atlantis Verlag, 1974.
- La Terre de l'Homme - Vues aériennes, Zurich, Atlantis, coll. « Orbis terrarum », 1975, 320 pages  (ISBN 978-3-76110-477-4) : Prix Nadar en 1976 • édition anglaise : Grand Design: The Earth from above, Child & Associates Pty, 1976  (ISBN 978-0-86777-004-9)
- Brot und Salz, Bâle / Stuttgart, 1980  (ISBN 3-76431-692-6) • édition française : Le Pain et le sel, Paris, éditions Arthaud, 1980, 263 p.  (ISBN 978-2-70030-336-0)[7].
- Flugbilder, Bâle /Stuttgart, 1985  (ISBN 3-76431-697-7).
- Flug in die Vergangenheit – Archäologische Stätten der Menschheit in Flugbildern, Munich, Schirmer/Mosel, 2003  (ISBN 3-82960-094-1) • réédition : Munich, Schirmer/Mosel  (ISBN 3-82960-190-5) • édition américaine, avec des textes de Charlotte Trümpler : (en) The Past from Above: Aerial Photographs of Archaeological Sites, Los Angeles, J. Paul Getty Trust Publications, 2003, 416 p. (ISBN 0-89236-817-9, lire en ligne).
- Flugbilder aus Syrien. Von der Antike bis zur Moderne, textes de Ralf-Bernhard Wartke, Mayence, éd. Philipp von Zabern, 2003.
- * Weltbilder, 70 images aériennes des six continents - une quintessence de l'œuvre d'une vie, Munich, Schirmer/Mosel, 2004  (ISBN 3-82960-154-9).
- Mit den Augen der Götter. Flugbilder des antiken und byzantinischen Griechenlandes, photographies aériennes de Georg Gerster, textes de Johannes Nollé et Hertha Schwarz, Mayence, éd. Philipp von Zabern, 2006  (ISBN 978-3-8053-3379-5).
- Georg Gerster: Swissair Posters, Munich, Schirmer/Mosel, 2006, 96 p.  (ISBN 978-3-82960-229-7).
- Paradise Lost, Persia from Above, Mondres, Phaidon Press, 2009, 148 p.
- Ancien Iran from the Air, photographies de Georg Gerster, textes d'Ali Mousavi, 192 pages, Mayence, éd. Philipp von Zabern, 2012, 192 p.
- Einblicke ins Zwischenkokelgebiet, photographies de Georg Gerster, textes de Martin Rill, Erlenbach, éd. Buchversand Südost, 2018, 324 p.  (ISBN 978-3-00059-307-9).

## Récompenses et distinctions
- 1973 : Goldene Blende, Allemagne
- 1974 : Des Kt. Zurich, Suisse
- 1976 : prix Nadar, Paris, France
- 1976 : Pictures Of The Year, Columbia, Mo./USA
- 1976 : Understanding Through Photography, Special Recognition
- 1977 : Der Stadt Winterthur
- 1984 : Zürcher Journalistenpreis